# Takashi Kuwahara
Takashi Kuwahara (桑原 隆 Kuwahara Takashi?), född 5 maj 1948, är en japansk tidigare fotbollsspelare och tränare.
Han blev utsedd till Asian Football Confederation "Manager of the Year" 1998.